# I. Hammer

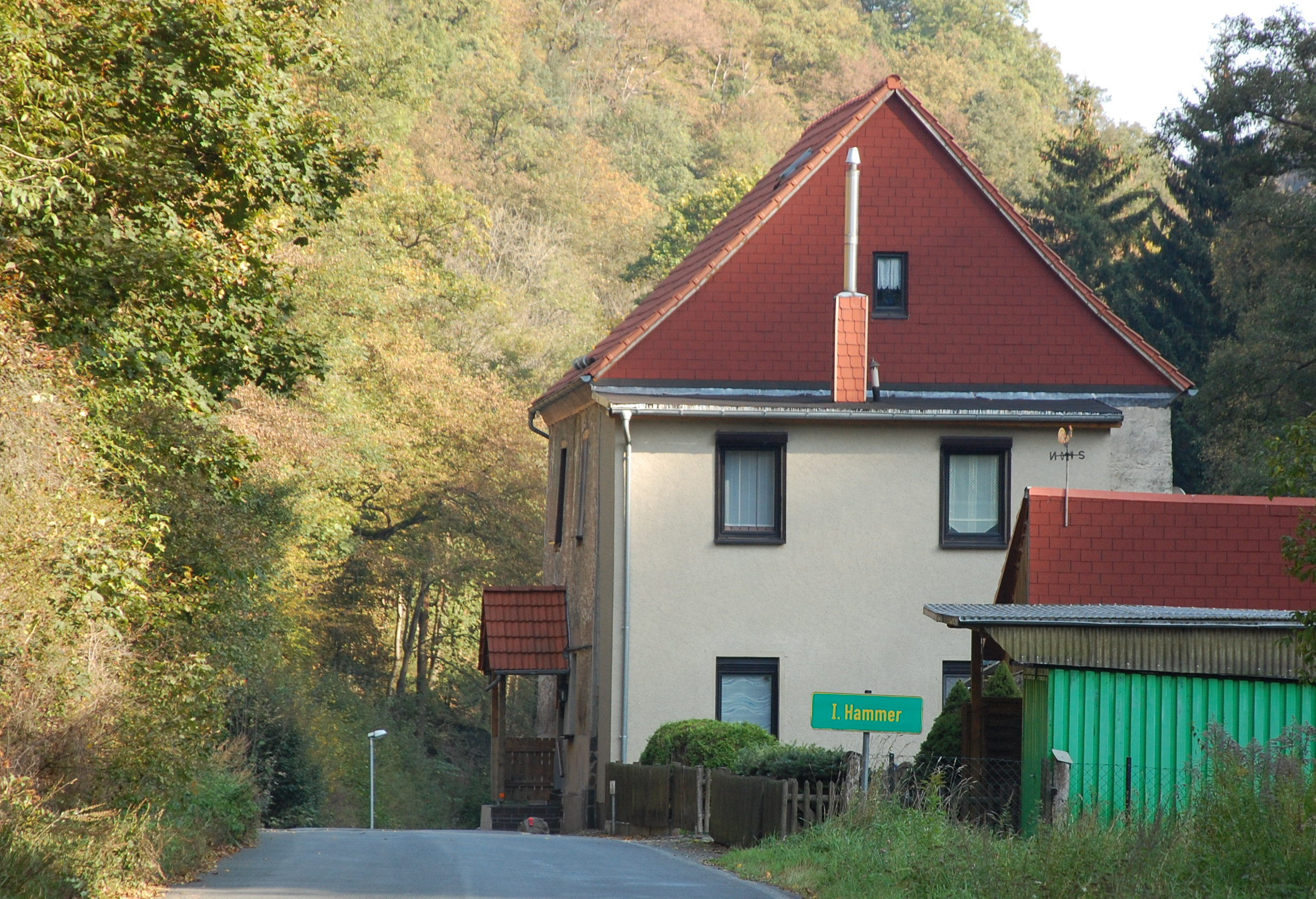
Blick von Westen auf den I. Hammer

I. Hammer, auch Erster Hammer oder I. Friedrichshammer genannt, ist ein Ortsteil von Mägdesprung, das seinerseits als Ortsteil zur Stadt Harzgerode im sachsen-anhaltischen Landkreis Harz gehört. Darüber hinaus ist es als Hammerwerk im örtlichen Denkmalverzeichnis eingetragen.

## Lage
Der I. Hammer liegt im Selketal im Harz an der Kreisstraße von Mägdesprung zur Selkemühle.  Südlich des sich an der Straße entlang ziehenden Ortes fließt die Selke.

## Geschichte
Der nur aus wenigen Häusern bestehende Ortsteil, der auch als I. Friedrichshammer bezeichnet wird, wurde im Jahr 1777 angelegt. Er war als Erweiterung des Hüttenwerks Mägdesprung für Frischherd und Stabeisenproduktion geplant und diente als Standort eines Hammerwerks. Der Name Friedrichshammer verweist auf den Begründer der Werke, den Fürsten Friedrich Albrecht von Anhalt-Bernburg. Im Ort erhalten ist das Haus des Hammermeisters, ein Wirtschaftsgebäude sowie Arbeiterwohnhäuser aus dem 19. Jahrhundert. Das Haus des Hammermeisters wurde in späterer Zeit als Schule genutzt. Darüber hinaus besteht auch noch der 1822 entstandene überwölbte Hammergraben mit einem in den 1950er Jahren erneuerten Obergrabentafelschütz sowie Mundlöchern. Das ursprüngliche Hammergebäude ist nicht mehr vorhanden und wurde durch ein aus Ziegelsteinen errichtetes Turbinenhaus ersetzt.
Als Schreibweise des Namens ist auch die ausgeschriebene Form Erster Hammer gebräuchlich.